# 武功山飘拂草
武功山飘拂草（学名：Fimbristylis wukungshanensis）为莎草科飘拂草属下的一个种。

## 扩展阅读
維基物種上的相關：武功山飘拂草